# Ketelersbreen
Der Ketelersbreen ist ein 12 km langer Gletscher im ostantarktischen Königin-Maud-Land. Im Zentrum der Sør Rondane liegt er zwischen der Vikinghøgda und dem Vengen.
Wissenschaftler des Norwegischen Polarinstituts benannten ihn 1973. Namensgeber ist der belgische Ionosphärenphysiker Roger Ketelers, Teilnehmer an einer belgisch-niederländischen Antarktisexpedition (1964–1965).